# Patrick Jacobsen
Patrick Jacobsen (Montgomery, 7 agosto 1993) è un pilota motociclistico statunitense.

## Carriera
Campione nazionale della USGP 125GP nel 2006, partecipa anche alle classi USGP 250GP e al campionato Spagnolo 125GP, prima di trasferirsi nei campionati britannici per derivate di serie. Nel 2008 partecipa in qualità di pilota sostitutivo al GP di Indianapolis del motomondiale - classe 125 in sella ad un'Aprilia RS 125 R del team Bancaja Aspar, chiudendo la gara al 22º posto.
Nella annata 2012 ottiene il primo successo nel campionato britannico Stock 1000 sul circuito di Donington Park e la prima vittoria nella British Supersport sul tracciato olandese di Assen. Sempre nel 2012 fa il suo esordio nel mondiale Supersport in sella ad una Honda CBR600RR del team Bogdanka Honda PTR, classificandosi al 35º posto assoluto in classifica piloti con 3 punti. Nel 2013 ha partecipato al British Superbike Championship su una Suzuki del Team TAS raggiungendo la nona posizione finale del campionato.
Partecipa in pianta stabile al mondiale Supersport a partire dalla stagione 2014, in sella ad una Kawasaki ZX-6R del team Kawasaki Intermoto Ponyexpres. Termina la stagione al 6º posto con 99 punti iridati e due piazzamenti a podio a Misano e Jerez. Inizia la stagione 2015 nel mondiale Supersport con lo stesso team dell'anno precedente, per poi passare, a partire dal GP del Portogallo, alla Honda CBR600RR del team CORE" Motorsport Thailand. Il 2 Agosto 2015 in occasione del GP di Sepang diventa il primo pilota statunitense a vincere un gran premio e a segnare una pole position nel mondiale Supersport. Chiude il mondiale al secondo posto con 196 punti.
Nel 2016 è nuovamente pilota titolare nel Campionato mondiale Supesport; utilizza la Honda CBR600RR come nella seconda parte della stagione 2015 ma cambia squadra, passando al team Honda World Supersport. Chiude la stagione al quarto posto, con 135 punti ottenuti. Nel 2017 Jacobsen cambia moto, passa infatti alla MV Agusta F3 675 del team MV Agusta Reparto Corse. Chiude la stagione al sesto posto con 108 punti ottenuti.
Nel 2018 si sposta nel mondiale Superbike, alla guida della Honda CBR1000RR del team TripleM Honda, con la quale prende parte anche al trofeo indipendenti. A partire dal Gran Premio d'Argentina il suo posto in squadra viene preso Florian Marino. I punti ottenuti gli consentono di chiudere al diciannovesimo posti in classifica piloti e settimo nella classifica del Trofeo Indipendenti.

## Risultati in gara

### Motomondiale
| 2008 | Classe | Moto    |  |  |  |  |  |  |  |  |  |  |    |  |  |    |  |  |  |  | Punti | Pos. |
| ---- | ------ | ------- |  |  |  |  |  |  |  |  |  |  | -- |  |  | -- |  |  |  |  | ----- | ---- |
| 2008 | 125    | Aprilia |  |  |  |  |  |  |  |  |  |  | NE |  |  | 22 |  |  |  |  | 0     |      |

| Legenda | 1º posto        | 2º posto            | 3º posto            | A punti      | Senza punti        | Grassetto – Pole position Corsivo – Giro più veloce |
| Legenda | Gara non valida | Non qual./Non part. | Ritirato/Non class. | Squalificato | '-' Dato non disp. | Grassetto – Pole position Corsivo – Giro più veloce |

### Campionato mondiale Supersport
| 2012 | Moto  |  |  |    |  |  |  |  |  |  |  |  |  |  |  | Punti | Pos. |
| ---- | ----- |  |  | -- |  |  |  |  |  |  |  |  |  |  |  | ----- | ---- |
| 2012 | Honda |  |  | 13 |  |  |  |  |  |  |  |  |  |  |  | 3     | 35º  |

| 2014 | Moto     |  |    |   |   |   |   |   |   |   |   |    |  |  |  | Punti | Pos. |
| ---- | -------- |  | -- | - | - | - | - | - | - | - | - | -- |  |  |  | ----- | ---- |
| 2014 | Kawasaki |  | 14 | 9 | 4 | 6 | 8 | 3 | 5 | 2 | 8 | 12 |  |  |  | 99    | 6º   |

| 2015 | Moto             |    |   |   |   |   |   |   |   |   |   |   |   |  |  | Punti | Pos. |
| ---- | ---------------- | -- | - | - | - | - | - | - | - | - | - | - | - |  |  | ----- | ---- |
| 2015 | Kawasaki e Honda | 10 | 3 | 2 | 4 | 4 | 5 | 3 | 2 | 1 | 2 | 1 | 5 |  |  | 196   | 2º   |

| 2016 | Moto  |   |   |     |     |   |   |   |   |   |     |   |   |  |  | Punti | Pos. |
| ---- | ----- | - | - | --- | --- | - | - | - | - | - | --- | - | - |  |  | ----- | ---- |
| 2016 | Honda | 5 | 3 | Rit | Rit | 3 | 4 | 2 | 2 | 4 | Rit | 4 | 4 |  |  | 135   | 4º   |

| 2017 | Moto      |   |     |   |   |   |     |   |     |   |   |   |     |  |  | Punti | Pos. |
| ---- | --------- | - | --- | - | - | - | --- | - | --- | - | - | - | --- |  |  | ----- | ---- |
| 2017 | MV Agusta | 6 | Rit | 3 | 4 | 3 | Rit | 4 | Rit | 5 | 3 | 4 | Rit |  |  | 108   | 6º   |

| Legenda | 1º posto        | 2º posto            | 3º posto           | A punti      | Senza punti        | Grassetto – Pole position Corsivo – Giro più veloce |
| Legenda | Gara non valida | Non qual./Non part. | Ritirato/Non class | Squalificato | '-' Dato non disp. | Grassetto – Pole position Corsivo – Giro più veloce |

### Campionato mondiale Superbike
| 2018 | Moto  |    |    |    |    |    |    |    |    |     |    |    |    |    |    |     |     |    |     |     |    |    |    |  |  |  |  |  |  | Punti | Pos. |
| ---- | ----- | -- | -- | -- | -- | -- | -- | -- | -- | --- | -- | -- | -- | -- | -- | --- | --- | -- | --- | --- | -- | -- | -- |  |  |  |  |  |  | ----- | ---- |
| 2018 | Honda | 16 | 14 | 17 | 10 | 16 | 14 | 14 | 13 | Rit | 14 | 15 | 16 | 16 | 13 | Rit | Rit | 16 | Rit | Rit | 17 | 16 | 17 |  |  |  |  |  |  | 21    | 19º  |

| Legenda | 1º posto        | 2º posto            | 3º posto           | A punti      | Senza punti        | Grassetto – Pole position Corsivo – Giro più veloce |
| Legenda | Gara non valida | Non qual./Non part. | Ritirato/Non class | Squalificato | '-' Dato non disp. | Grassetto – Pole position Corsivo – Giro più veloce |